# تيد كازينسكي
ثيودور جون «تيد» كازينسكي (بالإنجليزية: Theodore Kaczynski) (مواليد 22 مايو 1942 - 10 يونيو 2023) والمعروف أيضا باسم «مفجر الجامعات والطائرات»؛ بروفيسور، عالم رياضيات، ناقد إجتماعي، مناهض للتكنولوجيا وقاتل متسلسل أمريكي من أصول بولندية؛ نشط بين عامي 1978 - 1995، مجرم عبقري وواحد من أسوأ المجرمين سمعة في تاريخ الولايات المتحدة الأمريكية لأكثر من عشرين عاما مما أطلق العنان لأطول وأعنف عملية مطاردة في تاريخ الأمة الأمريكية، اُشتهر بسبب أسلوب قتله المعتمد على الطرود البريدية المتفجرة محلية التصنيع، استهدف فيها من يقفون وراء صعود التكنولوجيا الحديثة، حيث أراد أن يثبت زيف الحضارة الغربية ورغب بعملياته التفجيرية إلى لفت الانتباه إلى حقيقة التكنولوجيا التي يبتكرها الإنسان وأنها أكبر خطر على حياته على الأرض؛ راح ضحية تفجيراته في نهاية المطاف ما مجموعه ثلاثة أشخاص وإصابة ثلاث وعشرين آخرين.
ولد وترعرع تيد كازينسكي في شيكاغو، إلينوي، حيث نشأ كطفل عبقري، ومن المتفوقين أكاديميًا في سن مبكرة. قُبل كازينسكي في جامعة هارفارد في سن السادسة عشر، حيث حصل على شهادة البكالوريوس، وحصل بعد ذلك على الدكتوراه في الرياضيات من جامعة ميشيغان، وأصبح أستاذ مساعد في جامعة كاليفورنيا، بركلي عام 1967 وهو في الخامسة والعشرين من عمره، لكنه استقال بعد عامين.
في عام 1971، انتقل إلى كوخ خشبي في منطقة نائية في مقاطعة لينكولن بمونتانا، وعاش حياةً منعزلة دون كهرباء أو مياه جارية، حيث تعلم مهارات البقاء على قيد الحياة في محاولة ليصبح مكتفٍ ذاتيًا. بين عامي 1978 - 1995 أرسل كازينسكي ستة عشر قنبلة على عدة أهداف منها الجامعات وشركات الطيران، مما أسفر عن مقتل ثلاثة أشخاص وجرح ثلاث وعشرين آخرين. في 24 أبريل 1995 أرسل كازينسكي إلى صحيفة نيويورك تايمز رسالة وعد فيها إنهاء إرهابه إذا تكفلت الجريدة أو جريدة واشنطن بوست بنشر بيان من خمس وثلاثين ألف كلمة أعده بعنوان المجتمع الصناعي ومستقبله، أو سيستمر في عمليات قتله إذا لم يُنْشَر البيان خلال تسعين يومًا، وحاجّ في هذا البيان الذي نُشر بالفعل أن ما اعتمده في تفجيراته كان أسلوبًا متطرفًا، لكنه ضروري للفت انتباه الناس إلى انحسار الحريات الإنسانية بفعل التقنيات العصرية، التي تتطلب أطرًا تنظيمية واسعة.
أصبح تيد كازينسكي المطلوب الأول لدى مكتب التحقيقات الفدرالي لما تسببت أفعاله الإجرامية ورسائله الإستفزازية والساخرة ومذكراته المناهضة للتكنولوجيا في جعله أكثر رجل مطلوب في أمريكا. قبل أن تصبح هويته معروفة استخدم مكتب التحقيقات الفدرالي مصطلح "Unabom" للإشارة إلى قضيته، مما أدى إلى استخدام وسائل الإعلام مصطلح "Unabomber" في النشرات الإخبارية. مرّت ست سنوات دون وقوع حوداث تفجير جديدة ودون أي أدلة جديدة في القضية، وهذا ما أدى لاعتقاد مكتب التحقيقات الفيدرالي أن التحقيقات لن تنتهي إلى شيء، وتسائلوا ما إذا كان قد سقط ضحية أحد قنابله المحلية الصنع. شكّل مكتب التحقيقات الفيدرالي فريق عمل لتنسيق حملة مطاردة واسعة النطاق للبحث عنه، بدأت بوضع صورة أفضل للصورة التوضيحة المرسومة للمشتبه به في القضية ووضع فرضيات ما إذا كان شخصًا ذا ميول ميكانيكية أو جامعي أو شخص متفوق دراسيًا، بعد نشر البيان «مانيفاستو» أمِل مكتب التحقيقات الفيدرالي أن يتعرف شخص ما إلى شخصية كاتب البيان. في صيف عام 1995 تابعت زوجة شقيق تيد ليندا باتريك قصة Unabomber عندما كانت في إجازة في باريس مع زوجها ديفيد كازنسكي وأخبرته بأن تفاصيل القضية تذكرها بشقيقه تيد كازينسكي، في بادئ الأمر لم يأخذ ديفيد استنتاجات ليندا على محمل الجد، ولكن عندما عاد إلى الولايات المتحدة قرأ بيان المجتمع الصناعي ومستقبله الذي يدعو لثورة لتدمير النظام الصناعي في جميع أنحاء العالم. فجأة في أكتوبر 1995 نمت بذرة الشك بقوة في عقل ديفيد، رغم عدم جزمه بأن تيد هو منفذ العمليات، في محاولة منه لرأب الصدع في علاقتهم العائلية رفض ذلك رفضًا قاطعًا، نمى الشك مجددًا في عقل ديفيد بعد عثوره على مقال من ثلاث وعشرين صفحة قديمة معادية للتكنولوجيا مكتوبة من قبل تيد وقارنها مع ’’مانيفستو’’ ليجد الإقتباسات والتشابه الكبير بينها، عدم قدرته على التقليل من التشابه بينهما دعاه للإتصال بالمحامي أنتوني بيزغلوف، واجه ديفيد اختيارًا صعبًا، إما أن يخبر بما يعتقد أو يظل صامتًا، اتخذ ديفيد القرار الأكثر صعوبة في حياته حيث سمح لمحاميه بتسليم اسم أخيه والمقال لمكتب التحقيقات الفيدرالي ليحظى باهتمام الجميع وتكَثَّف التحقيقات عنه على وجه الخصوص ويصبح المشتبه الأول في القضية، في 3 أبريل 1996، أصدر عملاء مكتب التحقيقات الفيدرالي، ومكتب الكحول والتبغ والأسلحة النارية، ودائرة التفتيش البريدي مذكرة اعتقال وتفتيش بحق ثيودور جون «تيد» كازينسكي بالقرب من لينكولن بولاية مونتانا.

## مسيرته الأولى

### نشأته
في أوائل سنة 1940 أصبح الجانب الجنوبي من شيكاغو مقصد المهاجرين للولايات المتحدة الأمريكية، وخاصة وجهة المهاجرين من شرقي أوروبا. في 22 مايو، 1942 رُزق الزوجان ثيودور ريتشارد كازينسكي وزوجته وندا كازنيسكي بعد وقت قصير من دخول أمريكا في الحرب العالمية الثانية بطفلهم الأول ثيودور جون كازينسكي، الابن وكانوا يدعونه تيدي جون، مثل جميع الأطفال كان يتوق للعاطفة كثيرا ويستجيب لها.
في سن التسعة أشهر عانى الطفل تيدي من حالة شديدة بدا الأمر وكأنه رد فعل تحسسي، إلا أن الأطباء لم يكونوا متأكدين، ما تطلب بقاؤه في المستشفى للعلاج وتغطية جسمه بخلايا النحل، ووضعه في غرفة انفرادية في المستشفى؛ أظهرت الصورة الفوتوغرافية الملتقطة لتسجيل أعراضه المرضية عيون تيد ممتلئة بالرعب، ولأن سياسة المستشفى القياسية في عام 1943 لا تسمح للآباء بزيارة أبنائهم خلال الفترة العلاجية، سبّبت المزيد من المعاناة للطفل تيدي والإقامة في المستشفى لمدة الثمانية أشهر التالية، عندما عادت أمه لأخذه للمنزل أصبح الطفل تيد مختلفًا، لاحظت أمه واندا تغير سلوكه نحوها بصورة ملحوظة، فهو لم يتعرف عليها بعد كل تلك الفترة وتطلب منها الأمر أيام لينظر إليها، وأصبحت نظرته أكثر حدة، ولم يكن ينجذب للذهاب خارجًا رافضًا في الوقت ذاته التفاعل البشري، ليصبح فيما بعد شخصية متوترة.
في سن الثلاث سنوات أرسلت واندا ابنها لحضانة لتنمي لديه مهارات التواصل الاجتماعية؛ عاد تيد إلى طريق مسدود عندما تمكنت العائلة من افتتاح شركتهم الخاصة ليجد الأجواء التي اعتاد عليها ويبقي مهاراته الاجتماعية مخبأة بالخلوة في غرفته ويكبر كطفل منعزل يعيش في عالمه الخاص.
وبالرغم من قصوره اجتماعيا ففي السادسة من عمره أظهر نتائج للتجارب التي أجريت عليه في اختبار نسبة الذكاء أنه عبقري، محققًا درجة ذكاء بين 160-170، مما سمح له بتخطي سنته الدراسية السادسة لينتقل للسنة الدراسية السابعة، بعد ذلك بعام لم يعد تيدي جون الابن الوحيد، حيث رُزقت العائلة بابن آخر ديفيد كازينسكي في عام 1952 انتقلت العائلة إلى ضاحية أخرى حيث توفر بيئة أفضل وأكثر انفتاحًا لتعريفهم بالعالم الخارجي وقبل كل شيء التركيز أكثر على التعليم، تيد أحب ذلك الجانب كثيرًا، قبل سن الثانية عشر أصبح كتابه المفضل هو «الارتقاء من خلال الرياضيات لحساب التفاضل والتكامل».
شجعت واندا ابنها تيدي على التفاعل مع الفتيات من حوله والحديث معهن ولكن دون جدوى، كان شخص مختلفًا إلى حدّ ما وغريب الأطوار ويجد صعوبة في تكوين الصداقات وينسحب من مجالسة الفتيات.

### مهنته

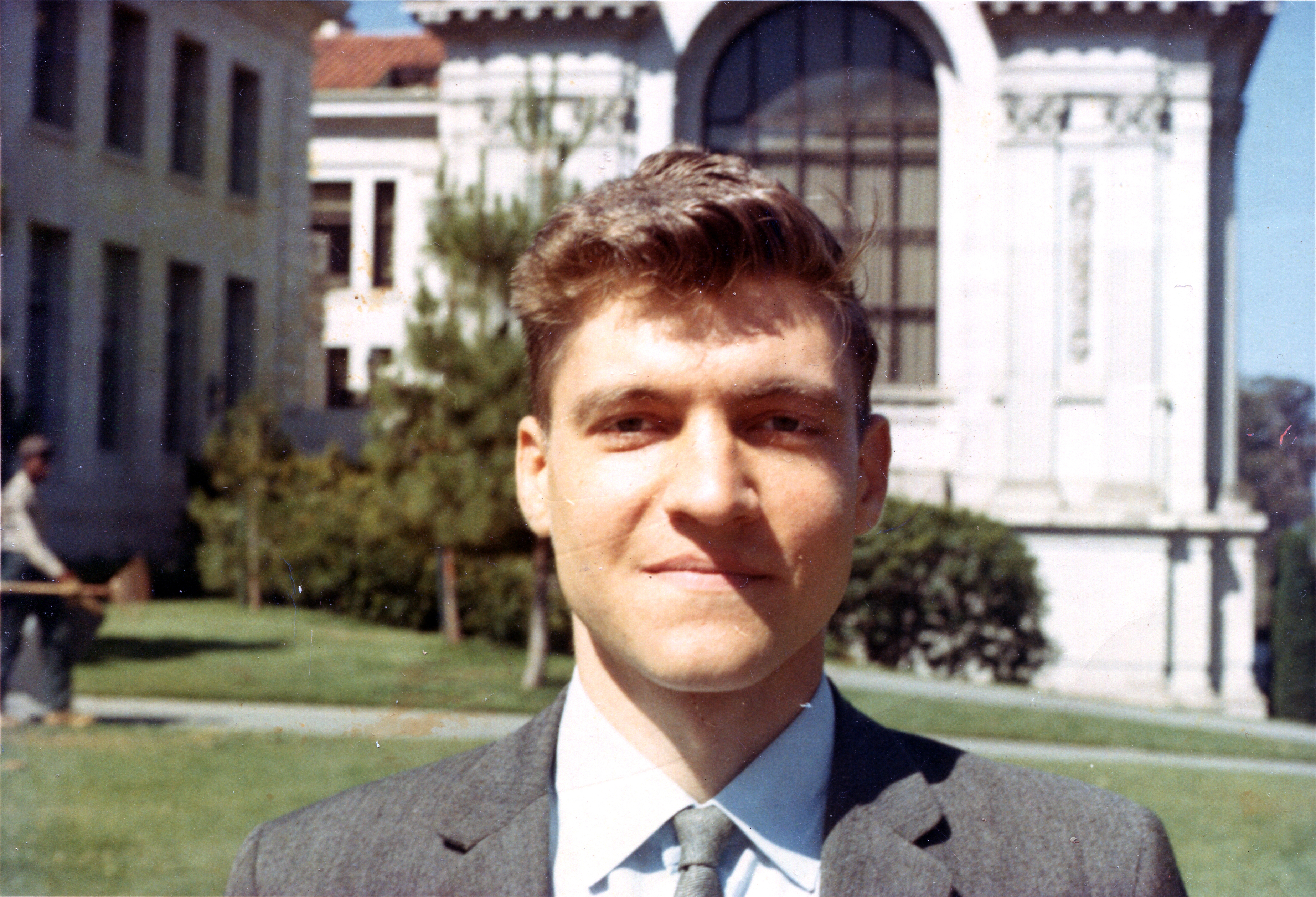
كازينسكي عندما كان أستاذًا في جامعة كاليفورنيا في بيركلي سنة 1968.

خلال المرحلة الثانوية منتصف الخمسينات، انضم إلى نادي الرياضيات، ونادي الإحياء، ونادي جمع الطوابع البريدية، ونادي اللغة الألمانية. تخرج من الثانوية بعمر خمسة عشر عاما. وحصل على منحة دراسية من جامعة هارفارد، في عام 1958 التحق بالجامعة بعمر ستة عشر عاما، وتخرج كازينسكي منها في عام 1962 في سن العشرين حصلا على شهادة بكالوريوس في الرياضيات، والتحق بعد ذلك بجامعة ميتشيغان، وحصل فيها على شهادة الماجستير في عام 1964 وحصل على الدكتوراه في الرياضيات في عام 1967، ليصبح بعدها تيد كازينسكي أصغر أستاذ مساعد في الرياضيات، في تاريخ جامعة «كاليفورنيا في بروكلي» بعمر خمسا وعشرين عامًا. حيث بدأ تدريس الهندسة الرياضية وحساب التفاضل والتكامل؛ وأظهرت تقييمات التدريس عدم قبول طريقة تدريسه من قبل الطلاب. بعدها وبدون أي تفسير استقال تيد كازينسكي من التدريس في عام 1969 قال عن ذلك رئيس قسم الرياضيات حينها أنها استقالة مفاجئة وغير متوقعة.

### عزلته
بعد استقالته من الجامعة، قرر ثيودور كازينسكي أن ينعزل عن التكنولوجيا التي قضى نصف عمره يناضل ضدها، ويثبت خطورتها الكارثية على الجنس البشري، فقام ببناء كوخ خشبي صغير، وبقي فيه وحيداً لمدة تزيد عن عشرين عاماً، وقام بصناعة القنابل البريدية فيه، حتى قُبِّض عليه عام 1995 يوم 3 أبريل.

## الهجمات
بعث تيد كازينسكي أول طروده المتفجرة في 24 مايو 1978 إلى أستاذ باكلي كريست من جامعة نورث وسترن في إيفانستون إلينوي، وجد الطرد المتفجر في موقف للسيارات من جامعة إلينوي في شيكاغو، مُعنون من أستاذ كريست إلى الأستاذ آي جي سميث أَرُجِّعَت الحزمة نظراً للاشتباه بها، وأَبُلِّغ حارس الأمن الجامعي ليفتح ضابط شرطة يدعى تيري ماركر الحزمة التي انفجرت مسببة لديه إصابات طفيفة.
إنفجرت القنبلة الثانية في معهد نورث وسترن التكنولوجي مسبباً إصابات بليغة لطالب في الدراسات العليا؛ بعد تلك الحادثة بستة أشهر.
في 15 نوفمبر من عام 1979 إيجاد حزمة متفجرة على رحلة الطياران أميركان إيرلاينز طائرة الشحن بوينغ 727 الرحلة رقم 444 المتجهة من مطار شيكاغو أوهير الدولي والمتجهة إلى واشنطن، لم يتسبب الطرد في إسقاط الطائرة ولم يحدث إلا أضرراً قليلة ولم يصب أحد بأذى؛ لم ينفجر الطرد في حمولة الشحن وبدلاً من ذلك احترق متسبب بأدخنة تصاعدت منه إلى مقصورة القيادة ما دعا إلى هبوط الطائرة إضطراريا بعد وقت قصير من إقلاعها.

## الاعتقال
في 3 أبريل 1996؛ اعتقل عملاء مكتب التحقيقات الفدرالي كازينسكي في مقصورته حيث عثروا عليه في وضع مريب. وكشف البحث في مقصورته عن مخبأ لمكونات القنابل، و 40,000 صفحة مكتوبة بخط اليد تضمنت تجارب لصنع القنابل، ووصف لجرائم أونابومبر وقنبلة حية واحدة، جاهزة للإرسال بالبريد. أيضا وجدو ما يبدو أنه النسخة الأصلية من مقال " المجتمع الصناعي ومستقبله . " مفجر الجامعات " كان الهدف لأكثر التحقيقات تكلفة في تاريخ مكتب التحقيقات الفيدرالي .
بعد القبض عليه، انتشرت نظريات تربط «كازينسكي» ب قاتل زودياك، من بين الأمور التي رفعت درجة الشك أن «كازينسكي» كان يعيش في سان فرانسيسكو من 1967 إلى 1969 (نفس الفترة التي ارتكبت فيها معظم الجرائم المؤكدة لقاتل زودياك)، كلا المجرميْن كانو في غاية الذكاء مع اهتمامهم بالقنابل والشفرات، أيضا كلاهما أرسلو رسائل للصحف يطالبون فيها بنشر أعمالهم ويهددون باستمرار الجرائم إذا لم تُلَبَّى هذه المطالب. وبجميع الأحوال لم يكن ممكنا تحديد أين كان «كازينسكي» وقت حدوث جميع الجرائم المرتكبة من قِبل قاتل زودياك، أيضا جرائم القتل بالمسدس والسكين تختلف عن أسلوب «كازينسكي» وهو التفجير بالقنابل . لذلك كله لم يعد «كازينسكي» مشتبها به.

## الوفاة
توفي تيد كازينسكي في زنزانته في 10 يونيو 2023 عن عمر ناهز الحادية والثمانين.

## وصلات خارجية
- تيد كازينسكي على موقع IMDb (الإنجليزية)
- تيد كازينسكي على موقع الموسوعة البريطانية (الإنجليزية)
- تيد كازينسكي على موقع ميوزك برينز (الإنجليزية)
- تيد كازينسكي على موقع إن إن دي بي (الإنجليزية)
- تيد كازينسكي على موقع ديسكوغز (الإنجليزية)
- تقرير ناشيونال جيوجرافيك عن تيد كازينسكي (مفجر الجامعات والطائرات) في يوتيوب